# South Torres Reef
South Torres Reef är ett rev i Australien.   Det ligger i Torres sund i delstaten Queensland. Närmaste större samhälle är Thursday Island, 14 km söder om South Torres Reef.